# Planet samskih
Planet samskih (poljsko Planeta singli) je poljski romantično-komični film iz leta 2016, ki ga je režiral Mitja Okorn in zanj napisal tudi scenarij skupaj s Samom Akinom, Julesom Jonesom, Łukaszom Światowiecom, Michałom Chacińskim, Petrom Pasykom, Radosławom Drabikom in Urszulo Antoniak. V glavnih vlogah nastopajo Maciej Stuhr, Agnieszka Więdłocha, Piotr Głowacki, Weronika Książkiewicz in  Tomasz Karolak. Zgodba prikazuje učiteljico klavirja Anio (Więdłocha), ki išče partnerja preko interneta. Naključno sreča televizijskega zvezdnika Tomeka (Stuhr) in skleneta dogovor, da mu bo ona poročala o poteku zmenkov preko aplikacije Planet samskih, kar on uporabi v svoji oddaji, ob tem pa bo tudi kupil klavir za njeno glasbeno šolo.
Film je bil premierno prikazan 5. februarja 2016 v poljskih kinematografih in je naletel na dobre ocene kritikov. Nominiran je bil za zlatega leva za najboljši film na Poljskem filmskem festivalu in osvojil nagrado za najboljši film na Festivalu poljskega filma Ekran – Toronto. Do sedaj so posneli dve nadaljevanji z drugima režiserjema, Planet samskih 2 leta 2018 in Planet samskih 3 leta 2019.

## Vloge
- Maciej Stuhr kot Tomek
- Agnieszka Więdłocha kot Ania
- Piotr Głowacki kot Marcel
- Weronika Książkiewicz kot Ola
- Tomasz Karolak kot Bogdan
- Joanna Jarmołowicz kot Zośka
- Ewa Błaszczyk kot Oktawia
- Michał Czernecki kot Antoni
- Danuta Stenka kot mati Anie
- Katarzyna Bujakiewicz kot Maria